# Колонцов, Василий Михайлович

В. М. Колонцов

Васи́лий Миха́йлович Колонцов (1888 год, Руднево, Московской губернии — 1920 год, Азов) — российский революционер, большевик, участник установления Советской власти в Москве, участник Гражданской войны в России, участник распространения большевицкой газеты «Правда». Один из организаторов отрядов Красной гвардии в Мытищах.

## Биография

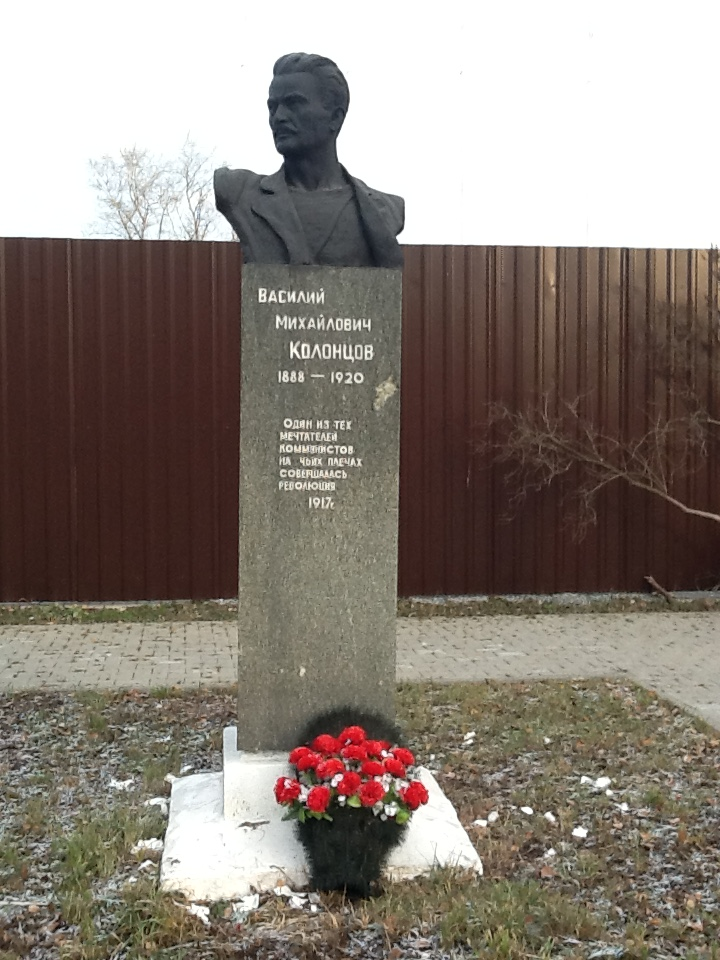
Памятник В. М. Колонцову

Василий Михайлович Колонцов родился в 1888 году в селе Руднево Московской губернии. В подростковом возрасте переехал в город Мытищи, где устроился на работу на вагоностроительный завод.
В годы революции 1905—1907 годов Колонцов приобщился к революционным идеям и принял участие в выступлениях рабочих города Мытищи, за что был уволен с завода.
В 1910 году Колонцов был восстановлен на заводе, однако революционной деятельности он не прекратил и по заданию партии распространял большевистскую газету «Правда».
В 1915—1916 годах Василий Михайлович Колонцов являлся активистом забастовочного движения. Во время Февральской революции он участвовал в разоружении мытищинских полицейских.
В марте 1917 года Колонцов был избран в Мытищинский совет. Занимался вопросом организации отрядов Красной гвардии.
В октябре 1917 года во время боёв в Москве Колонцов командовал одним из трёх красногвардейских отрядов мытищинских рабочих. В марте 1918 года добровольцем вступил в Красную Армию.
На лето 1919 года Василий Михайлович Колонцов был батальонным комиссаром. Сражался на Южном фронте с деникинцами.
Василий Михайлович Колонцов погиб в 1920 году под Азовом в бою против белогвардейцев.

## Память
В 1923 году одна из улиц Мытищ была переименована в честь В. М. Колонцова. На этой же улице напротив проходной Мытищинского машиностроительного завода в 1967 году был поставлен бюст Колонцова.